# Tallinna JK Legion

Wappen des ehemaligen SK Legion Tallinn

Der Tallinna Jalgpalliklubi Legion (kurz: TJK Legion) ist ein estnischer Fußballverein aus Tallinn. Er entstand am 4. Januar 2008 durch die Fusion der Vereine Tallinna JK und SK Legion Tallinn. Der Tallinna JK wurde 1921 gegründet und nach der Auflösung 1990 im Jahre 2001 neugegründet, der SK Legion wurde 2004 gegründet. In der ersten Saison 2008 spielte Tallinna JK Legion in der II Liiga Ida/Põhi und schaffte den Aufstieg in die Esiliiga, die zweithöchste Klasse des Landes.
Im Jahr 2017 als Viertligist gestartet, folgte bis 2020 der dreimalige Aufstieg bis in die höchste Spielklasse, die Meistriliiga, aus der sich der Klub 2022, trotz gewonnener Relegation, freiwillig zurückzog.

## Stadion
Der Verein trägt seine Heimspiele in der 1.198 Zuschauer fassenden Sportland Arena aus.

## Ligazugehörigkeit
- 2008: Esiliiga (damalige 3. Liga)
- 2009–2011: Esiliiga (2. Liga)
- 2012: II liiga (damalige 3. Liga)
- 2013–2014: Esiliiga B (3. Liga)
- 2015–2017: II liiga (4. Liga)
- 2018: Esiliiga B
- 2019: Esiliiga
- 2020–2022: Meistriliiga (1. Liga)
- 2023– : Esiliiga